# Файсерв-форум
Файсерв-форум (англ. Fiserv Forum) — многофункциональная спортивная арена, расположенная в Милуоки, штат Висконсин. Является домашней ареной для команды Национальной баскетбольной ассоциации «Милуоки Бакс», а также мужской баскетбольной команды Университета Маркет «Маркетт Голден Иглз». Строительство сооружения было начато 18 июня 2016 года, а уже 5 июня 2018 года сооружение получило разрешение на проведение мероприятий. Официальное открытие арены прошло на 26 августа 2018 года.
Ещё во время строительство множество местных компаний, таких как Johnson Controls, Miller Brewing, Harley-Davidson и BMO Harris Bank, заключили спонсорские соглашения с «Бакс», однако никто из них не выказал желание стать титульным спонсором нового сооружения. И только 26 июля 2018 года «Бакс» заключили 25-летний контракт на право назвать стадион с компанией Fiserv.